# Yakaboo.ua
Yakaboo — одна з найбільших книжкових платформ України, що пропонує книги 71 мовою у паперовому, електронному та аудіоформатах.

## Діяльність
Компанію створено 2004 року і на початку вона займалася прокатом і продажем CD- та DVD-дисків у Києві, 2009 року переорієнтувалася на продаж книжок, запустивши онлайн-магазин.
2016 року компанія заснувала з незалежним видавцем Оксаною Форостиною Yakaboo Publishing, кілька років видавництво спеціалізувалося на виданні українського та перекладного нонфікшну, з початку 2023 року поповнює каталог художніми творами українських та світових письменників.
У 2018 році Yakaboo запускає власний B2B канал дистриб'юції.
У 2019 році компанія Yakaboo відкрила магазин у будівлі київського головпоштамту.
14 грудня 2020 року Yakaboo з Департаментом кіберполіції підписали Меморандум про співпрацю в сфері протидії піратству і поширенню контрафактної літератури на книжковому ринку.
У червні 2021 року Yakaboo з Visa презентували на X Книжковому Арсеналі мобільний додаток, через який клієнти Visa отримали доступ до каталогу «Visa Library» з 300 електронних та аудіокнижок.
2021 — створено мобільний додаток для читання та прослуховування книжок. На кінець 2024 року у мобільному застосунку Yakaboo були доступні 75 тис. видань від 150 видавництв та авторів. Частина книжок у застосунку має безкоштовний доступ, так само як і спеціальні розділи: «Спільнотека» від Unicef, «Кафе-книгарня» з книжковими рекомендаціями відомих діячів культури, «Бібліотека для героїв» — книжки для військових (за спеціальним кодом) та Навчальні семінари від Асоціації підприємців ветеранів АТО. Крім цього, у застосунку знаходяться корпоративні бібліотеки тридцяти чотирьох українських компаній.

## Критика
З листопада 2019 компанія є офіційним дистриб'ютором російського видавництва ділової та науково-популярної літератури «Альпіна Паблішер», яке видає книги в харківській друкарні Фактор-друк. У відповідь на скаргу Валерія Маркуса у компанії заявили, що діють у рамках законів України.
Через лояльне ставлення до російського бізнесу під час Російсько-української війни, військовик і громадський діяч Валерій Маркус започаткував бойкот компанії — #бойкотYakaboo.
5 грудня 2019 року видавництво «Моя книжкова полиця» припинила співпрацю з Yakaboo. 2020 року АМКУ рекомендував видавництву «Моя книжкова полиця» утриматись від поширення подібних відомостей, які могли би завдати шкоди репутації компанії. У 2024 році видавництво «Моя книжкова полиця» відновило співпрацю з Yakaboo.
17 січня 2020 року видавництво «Наш формат» припинило співпрацю з Yakaboo. У 2024 році видавництво «Наш Формат» відновило співпрацю з Yakaboo.
28 лютого 2022 — компанія оголосила про припинення співробітництва з російськими компаніями та видавництвами.
Під час зустрічі «Українська книга: після війни, геть від москви» СЕО компанії Іван Богдан назвав цільову аудиторію свого магазину «жінками, які витрачають гроші чоловіків». Генеральний директор звільнився після того, як його сексистський вислів викликав обурення у мережі.

## Громадянська позиція
У червні 2020 року створено соціальний проєкт «Бібліотека для героїв», що має на меті створення у військових частинах ЗСУ мінібібліотек із книжок про російську війну проти України, історичної та художньої літератури, книжок для саморозвитку та відпочинку. 25 червня 2020 року перші 400 книжок було передано військовослужбовцям 56-ї мотопіхотної маріупольської бригади та 503-го окремого батальйону морської піхоти. Станом на кінець 2024 року у «Бібліотеці для героїв» є понад 700 електронних та аудіовидань, серед партнерських громадських організацій та безпосередньо у бойові частини роздано понад 25 тисяч кодів доступу до «Бібліотеки для героїв».
У травні 2021 року стартував соціальний проєкт «Ya_читаю».
У жовтні 2021 року компанія доєдналась до ініціативи Олени Зеленської «Без бар'єрів».
1 березня 2022 — для українців відкрито безкоштовний доступ до книг та аудіокниг у мобільному додатку.
В жовтні 2022 компанія стала партнерами друкованої версії «Довідника безбар'єрності», яка була створена за ініціативи Першої леді України Олени Зеленської.
З початку 2023 року компанія співпрацює з ГО DoLadu, яка займається реабілітацією військових. Психологи ГО сформували комплекти зі ста книг та привезли їх до медичних закладів. Книжками та кодами доступу до електронної «Бібліотеки для героїв» Yakaboo забезпечила реабілітаційні кемпи, організовані Do Ladu протягом 2023—2024 років.
2023 року майже 200 книг було передано бібліотекам Чернігова, яка постраждала від бойових дій. Понад 300 книг компанія передала для створення бібліотеки у дитячому просторі «Спільно» від Unicef на центральному залізничному вокзалі Києва.
На початку 2023 року Yakaboo долучилася до акції «Книга на фронт», яку реалізує Культурний Десант за підтримки Міністерства культури та стратегічних комунікацій України. Щомісяця платформа відправляє книги, які купують українці в рамках цього проєкту — на сайті та у фізичній книгарні Yakaboo, а також надає коди доступу до безкоштовної електронної «Бібліотеки для героїв».

## Керівництво
- Директор — Воловиченко Євген.

## Нагороди

### Yakaboo
- 2006 — The Ukrainian Observer дипломом за «Найкращий сервіс».
- 2008, 2009, 2010, 2011 — найкращий інтернет-магазин року, премія InternetUa&Awards.
- 2015 — зареєстровано національний рекорд «За найбільшу кількість проданої в інтернет-магазині книги за два дні: 2093 примірники книги „Як витратити мільйон, якого нема“ Гаріка Корогодського».
- 2016 — друге місце в номінації «Найкращий інтернет-магазин» премії PaySpace Magazine Awards.
- 2018 — переможець премії E-Awards 2018: вибір клієнтів в номінації «Найкращий книжковий інтернет-магазин».
- 2020 — Українська народна премія в номінації «Онлайн книгарня року».